# Eurytoma inulae
Eurytoma inulae is een vliesvleugelig insect uit de familie Eurytomidae. De wetenschappelijke naam is voor het eerst geldig gepubliceerd in 2002 door Domenichini.